# Sigillo
Sigillo es una localidad y comune italiana de la provincia de Perugia, región de Umbría, con 2.511 habitantes.

## Evolución demográfica
| Gráfica de evolución demográfica de Sigillo entre 1861 y 2001 |
|                                                               |
| Fuente ISTAT - elaboración gráfica de Wikipedia               |